# Liste der Kulturdenkmale in Pöhl

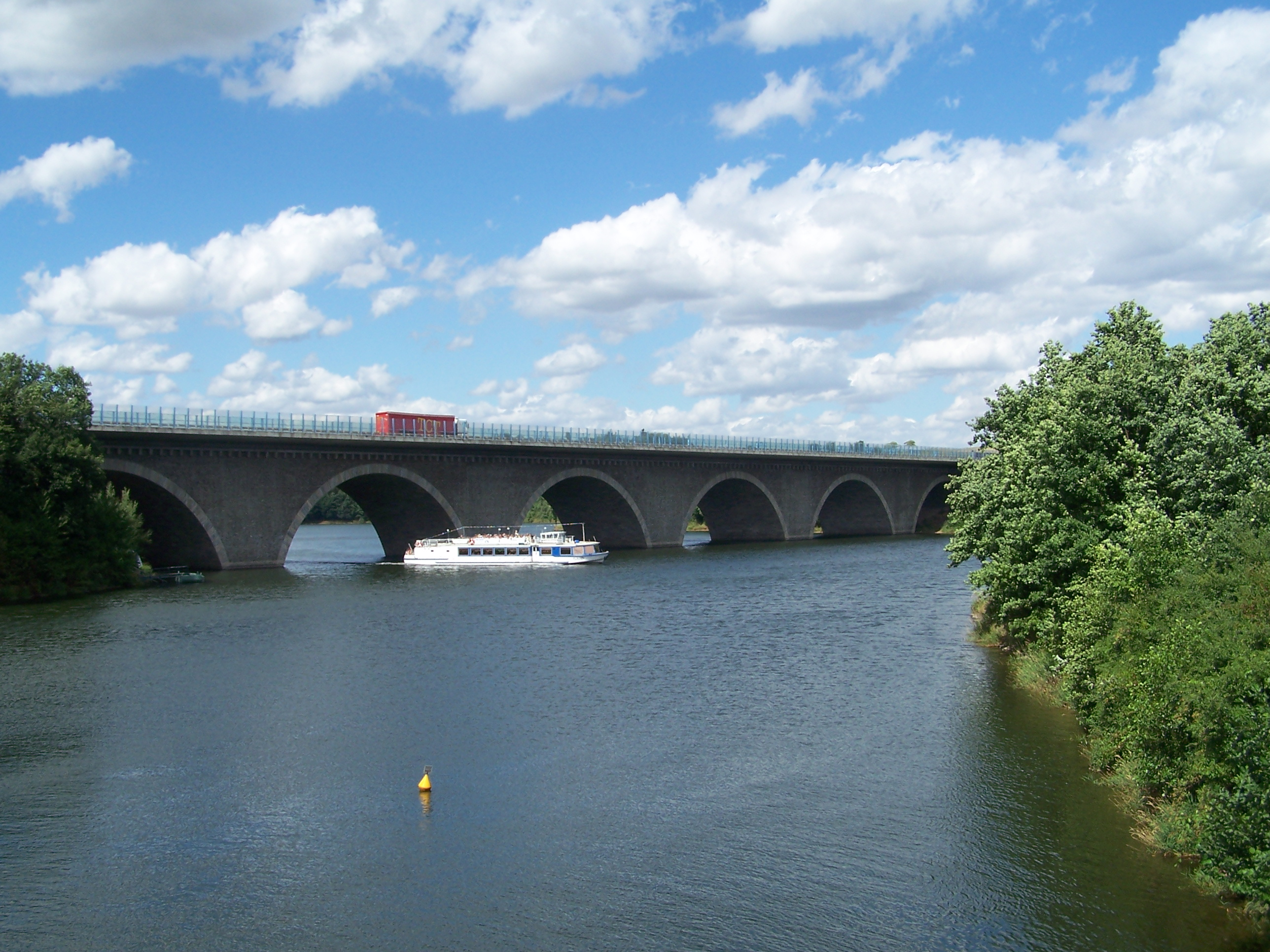
Autobahn-Talbrücke Pöhl

In der Liste der Kulturdenkmale in Pöhl sind die Kulturdenkmale der sächsischen Gemeinde Pöhl verzeichnet, die bis September 2024 vom Landesamt für Denkmalpflege Sachsen erfasst wurden (ohne archäologische Kulturdenkmale). Die Anmerkungen sind zu beachten.
Diese Aufzählung ist eine Teilmenge der Liste der Kulturdenkmale im Vogtlandkreis.

## Barthmühle
| Bild           | Bezeichnung                                                                         | Lage                  | Datierung | Beschreibung | ID       |
| -------------- | ----------------------------------------------------------------------------------- | --------------------- | --------- | --- | -------- |
| Weitere Bilder | Wohnhaus                                                                            | Barthmühle 22 (Karte) | Um 1905   | Gut erhaltener Klinkerbau von baugeschichtlichem Wert (unterhalb Nummer 23 gelegen). Zweigeschossig, vier mal zwei Achsen, Gurtgesims Zahnschnittfries, orangeroter Klinker, Sockel verputzt, Segmentbogenfenster, deren Schlusssteine Köpfe, weiterhin Zickzackfries gelber Klinker, Leergespärre ursprünglich Sägearbeit, heute verbrettert, Satteldach, drei schöne Gauben mit Pyramidenhelm, darauf Kugel, Hauseingang mit hölzernem verziertem Vorbau, eingeschossiger Seitenflügel. | 09238507 |
| Weitere Bilder | Villa Sonneneck                                                                     | Barthmühle 23 (Karte) | Um 1905   | Im Schweizer Stil errichteter Bau von baugeschichtlichem und landschaftsprägendem Wert. Mehrgeschossig, unregelmäßiger Grundriss, Zierfachwerk, Schwebegiebel, reiche Dachlandschaft, polygonaler Turm mit Pilastergliederung, geschweifter Helm. | 09238506 |
| Weitere Bilder | Empfangsgebäude des Bahnhofs Barthmühle mit Ausstattung und technischer Einrichtung | Barthmühle 26 (Karte) | 1879      | Lage: unterhalb der Elstertalbrücke, Denkmal der Orts- und Verkehrsgeschichte | 09238316 |

## Christgrün
| Bild                                    | Bezeichnung                                                  | Lage                       | Datierung                                    | Beschreibung | ID       |
| --------------------------------------- | ------------------------------------------------------------ | -------------------------- | -------------------------------------------- | --- | -------- |
| Direkt Bild zu diesem Denkmal hochladen | Schornsteinrest eines ehemaligen Ziegeleiofens               | (Flurstück 130/4)          | Um 1850                                      | Technisches Denkmal | 09238567 |
| Direkt Bild zu diesem Denkmal hochladen | Wegestein                                                    | (Flurstück 188/18) (Karte) | 19. Jahrhundert                              | Verkehrstechnisches Denkmal. Wegepfeile nach Neudörfel und Ruppertsgrün, Granit, behauen. | 09232422 |
| Direkt Bild zu diesem Denkmal hochladen | Zwei Pechpfannen                                             | (Flurstück 27/6) (Karte)   | 19. Jahrhundert                              | Heimatgeschichtlich von Bedeutung. Granit behauen, stark beschädigt. | 09232425 |
| Weitere Bilder                          | Herrenhaus des Rittergutes und Grabkapelle                   | Christgrün 1 (Karte)       | 17. Jahrhundert (Herrenhaus); 1827 (Kapelle) | Bau- und ortsgeschichtliche Bedeutung. - Herrenhaus: Zweigeschossiger, L-förmiger Putzbau, Satteldach, Gaupen, Mittelachse durch Dreiecksgiebel betont, Dachreiter mit Welscher Haube und Laterne. Innen: Treppenhaus mit Granitstufen, im Erdgeschoss Tonnengewölbe mit Kuppel mit Stichkappen. Halbrunde Ecktürme mit flachem Kuppeldach (entstellende Umbauten der 1960er Jahre), letzter Besitzer E. W. H. von Hünefeld (1827). - Grabkapelle: Neogotischer runder Zentralbau mit Kielbogengiebel und Wappen und Inschrift über Eingangsrisalit, Kuppel mit Kassettendecke, von Kreuz bekrönt. | 09232423 |
| Direkt Bild zu diesem Denkmal hochladen | Wohnstallhaus und Scheune sowie Backhaus eines Vierseithofes | Christgrün 2 (Karte)       | 18. Jahrhundert                              | Bildprägend, bau- und ortshistorische Bedeutung. - Wohnstallhaus: zweigeschossig, Erdgeschoss massiv, verputzter Bruchstein, Obergeschoss Fachwerk, Krüppelwalmdach mit Gaupen, Giebel und rückwärtiges Obergeschoss mit Zierschieferplatten - Scheune: Erdgeschoss massiv, Obergeschoss verbrettert, Giebel Zierschiefer - Backhaus mit Krüppelwalmdach | 09232424 |

## Helmsgrün
| Bild                                    | Bezeichnung                                              | Lage                  | Datierung | Beschreibung | ID       |
| --------------------------------------- | -------------------------------------------------------- | --------------------- | --------- | --- | -------- |
| Direkt Bild zu diesem Denkmal hochladen | Kriegerdenkmal für die Gefallenen des Ersten Weltkrieges | Am Teich (Karte)      | 1923      | Ortsgeschichtlich von Bedeutung. Monolithartig mit eingesetzter geschliffener und polierter Platte aus schwarzem Granit und Inschrift „Die Toten mahnen“, quadratischer Grundriss, konisch nach oben sich verjüngend, Steinputz. | 09232462 |
| Direkt Bild zu diesem Denkmal hochladen | Häuslerhaus                                              | Dorfstraße 44 (Karte) | 1798      | Sozialgeschichtliche Bedeutung. Erdgeschoss Fachwerk, Satteldach, Traufe mit Sichtfachwerk im Drempel, daran Taubenhäuschen, Innenausstattung mit Kessel, Pumpe, Treppe und Kellereingangsklappe, Fenster in den Giebeln vergrößert, im Erdgeschoss noch original, Erdgeschoss verputzt (Graupelputz), eventuell original aus den 1930er Jahren, altdeutsche Schieferdeckung neu, Haustür original um 1910. | 09232460 |

## Herlasgrün
| Bild                                    | Bezeichnung | Lage                           | Datierung | Beschreibung | ID       |
| --------------------------------------- | --- | ------------------------------ | --- | --- | -------- |
| Direkt Bild zu diesem Denkmal hochladen | Kriegerdenkmal für die Gefallenen des Deutsch-Französischen Krieges 1870/1871 und die Gefallenen des Ersten Weltkrieges | Am Teich (Karte)               | nach 1871; nach 1918                                                                                                 | Ortsgeschichtlich von Bedeutung. Hoher Pfeiler mit Stahlhelm, Eichenlaub und Axt, bekrönt. Inschrift „Zum ehrenden Gedenken unseren im Weltkrieg gebliebenen Helden“ zwischen reliefartigen Eisernen Kreuzen. | 09232465 |
|                                         | Meilenstein | Bahnhofstraße (Karte)          | Nach 1858 | Königlich-Sächsischer Meilenstein, verkehrshistorisch bedeutend. Sandstein mit abgerundetem Kopf und beidseitig gusseiserner Krone. | 09232470 |
| Direkt Bild zu diesem Denkmal hochladen | Häuslerhaus | Christgrüner Straße 1a (Karte) | Ende 18. Jahrhundert                                                                                                 | Bau- und sozialgeschichtliche Bedeutung. Zweigeschossiger Fachwerkbau mit Anbau, Erdgeschoss massiv verputzt, erstes Obergeschoss Fachwerk, teilweise verputzt, Giebelseite und Rückseite Sichtfachwerk, Fenstergewände teilweise verputzt, Satteldach mit altdeutscher Schieferdeckung, saniert, neue Sprossenfenster. Anbau: im Obergeschoss verbrettert, Pultdach, im Erdgeschoss Kellereingang. | 09232467 |
| Direkt Bild zu diesem Denkmal hochladen | Wohnstallhaus, zwei Scheunen und Seitengebäude eines Vierseithofes                                                      | Dorfstraße 6 (Karte)           | Bezeichnet mit 1778 (Wohnstallhaus); 1. Hälfte 19. Jahrhundert (1. Scheune und Remise); 20. Jahrhundert (2. Scheune) | Bild- und strukturprägend, unter anderem baugeschichtliche Bedeutung, Anlage komplett in Fachwerk (Obergeschoss). - Wohnstallhaus (1778): Erdgeschoss umgebaut, verputzt, neue Fenster und Tür, langgestrecktes Satteldach, Rückseite verschiefert (Eternit) - Ehemaliger Stall: dreischiffig mit Granitsäulen mit Kreuzgratgewölbe - Scheune I: abgebrannt, neu aufgebaut um 1920, Erdgeschoss massiv mit preußischen Kappen, Pferdestall im Erdgeschoss verputzt, Giebelseite verschiefert, Obergeschoss Fachwerk, Satteldach - Scheune II: Obergeschoss und Erdgeschoss Fachwerk, zur Hälfte offen als Unterstand, zwei Speicherluken, Satteldach, allgemein sanierter Zustand, im Hof Pferdetränke aus Granit, teilweise noch originale Heiste (Granit) erhalten | 09232464 |
| Direkt Bild zu diesem Denkmal hochladen | Ehemaliges Forsthaus und Seitengebäude                                                                                  | Gasse 1 (Karte)                | Ende 19. Jahrhundert                                                                                                 | Putzbau im Schweizer Stil, straßenbildprägend, bau- und ortsgeschichtliche Relevanz. Zweigeschossig, Putzgliederung, Eckquaderung, Mittelrisalit mit Zwerchhaus, Zwillingsfenster, Schweizer Stil, Satteldach mit Dachgaupen, Schieferdeckung, Eingangstür mit Oberlicht und Eisengitter, altdeutsche Schieferdeckung, Remise Erdgeschoss massiv, mit Fachwerk-Obergeschoss und Satteldach. | 09232468 |
| Direkt Bild zu diesem Denkmal hochladen | Wohnstallhaus, Seitengebäude und zwei Scheunen eines Vierseithofes                                                      | Stiftshäuser 12 (Karte)        | 18. Jahrhundert | Geschlossene Hofanlage mit ortsbildprägender Wirkung, baugeschichtliche Bedeutung. - Wohnstallhaus: im Erdgeschoss verputzt, Fenster sind teilweise verputzt, Obergeschoss Fachwerk, Satteldach, Putzgliederung, Fenstergewände aus Granit - Scheune I: verbrettert, Satteldach - Scheune II: massiv, verputzt - Hoftor: Hoftor mit Gatterwerk bekrönt | 09232466 |
| Direkt Bild zu diesem Denkmal hochladen | Umspannwerk mit Technikgebäude, Wohnhaus, Garage und Resten der Einfriedung                                             | Umspannwerk 3, 4 (Karte)       | 1924 | Ziegelbauten mit Einfluss der Sachlichkeit, technik- und baugeschichtliche Bedeutung. Irrtümlich als „Am Umspannwerk 3, 4“ in der offiziellen Denkmalliste. - Umspannwerk (Flurstück 237/2): Grundriss als langgestreckter Bau mit quergelagertem Kopfbau, vermutlich Versammlungs-, Verwaltungs- und Versorgungsgebäude, und seitlichen Anbauten an der Südseite - Maschinenhaus mit Satteldach, Verwaltungsbau mit flachgeneigtem Walmdach, Fassaden wie Wohnhaus gestaltet: hellrote Klinker werden von dunkleren farbig durchsetzt, aufgelockert, Sichtgiebel von Dreiecksgiebel mit Rundbogenfenster und von drei hochrechteckigen Fenstern bestimmt, rückseitig Dachüberstände mit originalen Keramikisolatoren, balkonartiger Laufgang über fast die gesamte Langseite, Tore aus Eisenblech original, Außenbeleuchtung ebenfalls noch original in weiten Teilen erhalten - Mietshaus (Flurstück 197/8): zweigeschossiger Massivbau mit Satteldach und Gaupen, Eckquaderung in dunkelrotem Klinker und Wandflächen in hellrotem Klinker, die unregelmäßig mit dunklen strukturiert sind, fünfachsig, Mittelachse mit vorgelegtem zweiseitigem Treppenaufgang und Portaleinrahmung hervorgehoben, Wechsel von leicht hochrechteckigen, nahezu quadratischen und querrechteckigen Fensteröffnungen, originales Treppenhaus, Fenster nur teilweise original, Gaupenfenster mit originalen Fensterläden - Garage: Klinkerbau mit Satteldach, zwei originale hölzerne Rolltore auf Schienen, mittlere Tür später, Dachdeckung neu - Einfriedung: aus Klinkerpfeilern mit Kunststeinabdeckplatten und hölzerner Staketenzaun, nur noch teilweise bzw. vereinzelt erhalten | 09232456 |

## Jocketa
| Bild                                    | Bezeichnung | Lage                                                        | Datierung                                                                                                 | Beschreibung | ID         |
| --------------------------------------- | --- | ----------------------------------------------------------- | --- | --- | ---------- |
| Weitere Bilder                          | Friedhof Jocketa (Sachgesamtheit)                                                                                                 | (Flurstück 167/2) (Karte)                                   | 1958 | Sachgesamtheit Friedhof Jocketa: Friedhofsanlage mit Friedhofskapelle, Grabmal für Gefallene des Zweiten Weltkrieges, Gedenkstein für die Errichtung des Friedhofes und Einfriedung (Einzeldenkmale 09300662); in sehr gutem Originalzustand überlieferte Friedhofsanlage aus der Mitte des 20. Jahrhunderts von gartenkünstlerischer Bedeutung. Beim Bau der Talsperre Pöhl musste der Friedhof von Pöhl verlegt werden, komplette Neuanlage, heute original erhalten. Kiesweg mit Einfassung aus Theumaer Schieferplatten, ebenso Treppenanlagen und Böschungsmauern. Friedhofsanlage liegt Plan des Architekten zu Grunde, bis heute Anlage im Wesentlichen unverändert (siehe auch Friedhöfe von Neuensalz und Thoßfeld). | 09247856   |
| Weitere Bilder                          | Friedhofskapelle (Einzeldenkmal zu ID-Nr. 09247856)                                                                               | (Flurstück 167/2) (Karte)                                   | 1962 | Einzeldenkmal der Sachgesamtheit Friedhof Jocketa; baukünstlerischer und ortsgeschichtlicher Wert. eingeschossiger Putzbau mit rechteckigem Grundriss auf einer aus der übrigen Fläche mit einer Stützmauer aus Theumaer Schiefer herausgehobenen, ebenen Fläche; Sockel Theumaer Schiefer, Erdgeschoss Rauputz, Eingang giebelseitig mit zweiflügeliger Tür mit gesprossten Glaseinsätzen, großes geschweiftes Vordach in Beton, über Eingang Sgraffito „Baum des Lebens“, Traufseiten je vier hohe Segmentbogenfenster, im Inneren Fußboden aus hartgebrannten glasierten Ziegeln, sonst schmucklos, Satteldach mit Schieferdeckung sowie kleiner Dachreiter                                                                | 09300662   |
| Weitere Bilder                          | Gedenkstein für die Errichtung des Friedhofes (Einzeldenkmal zu ID-Nr. 09247856)                                                  | (Flurstück 167/2) (Karte)                                   | 1958 | Einzeldenkmal der Sachgesamtheit Friedhof Jocketa; baukünstlerischer und ortsgeschichtlicher Wert. Gedenkstein für die Errichtung des Friedhofes vor der Kapelle, schmaler behauener Naturstein aus rötlichem Granit mit Inschrift: „1958/ZUM GE/DENKEN/DER ÜBER/FÜHRTEN/VERSTOR/BENEN/AUS DEM/FRIEDHOF/PÖHL“, davor kleine Vogeltränke mit Darstellung dreier Vögel, schlichte Handwerksarbeit ohne großen künstlerischen Ausdruck | 09300662   |
| Weitere Bilder                          | Grabmal für Gefallene des Zweiten Weltkrieges (Einzeldenkmal zu ID-Nr. 09247856)                                                  | (Flurstück 167/2) (Karte)                                   | 1958 | Einzeldenkmal der Sachgesamtheit Friedhof Jocketa; baukünstlerischer und ortsgeschichtlicher Wert. einfacher Kissenstein mit erhabener Schrift „Hier ruhen in Frieden Gefreiter Bruno Brosche, Schütze Helmut Merle, Pionierhauptfeldwebel Kurt Richard Reinhard, Gefreiter Artur Hermann, Obergefreiter Fritz Brauer“ (Kurt Richard Reinhard sprengte die Elstertalbrücke bei Vormarsch der alliierten Armee) | 09300662   |
|                                         | Einfriedung (Einzeldenkmal zu ID-Nr. 09247856)                                                                                    | (Flurstück 167/2) (Karte)                                   | 1958 | Einzeldenkmal der Sachgesamtheit Friedhof Jocketa; baukünstlerischer und ortsgeschichtlicher Wert. Mauer aus Theumaer Schiefer und Holzlattenzaun | 09300662   |
| Weitere Bilder                          | Aussichtsturm auf dem Eisenberg (Mosenturm)                                                                                       | (Gemarkung Pöhl, Flurstück 429/2) (Karte)                   | Um 1900                                                                                                   | Turm in Ziegel-Bruchstein-Mauerwerk, Denkmal der Ortsgeschichte mit landschaftsprägender Gestalt (Rest des ehemaligen Ortes Pöhl). Naturstein (Quader-Bruchstein-Mauerwerk), Oberteil Ziegel (Eisengussplatte). | 09238501   |
| Weitere Bilder                          | Elstertalbrücke | (Flurstück 218/16) (Karte)                                  | Bezeichnet mit 1846–1851                                                                                  | Zweitgrößte Ziegelsteinbrücke der Welt, östlicher Teil des landschaftsprägenden Viaduktes der Bahnstrecke Leipzig–Hof (6362, 6377; sä. LH), gemeindeübergreifend mit Plauen Gemeinde Röttis (siehe 09306888), technikgeschichtlich, verkehrsgeschichtlich und eisenbahngeschichtlich herausragend von Bedeutung. Rote Klinker auf Granitquader, Beton und Naturstein, Ingenieure Robert Wilke und Karl Hermann Kell, 68 m hoch, 279 lang, 1945 zerstört, 1958–62 wieder hergestellt. | 09232484   |
| Direkt Bild zu diesem Denkmal hochladen | Wohnhaus | August-Bebel-Straße 2 (Karte)                               | Um 1905                                                                                                   | Klinkerfassade, baugeschichtliche Bedeutung. Eingeschossig mit Drempel, Klinker rot, Erdgeschoss-Tür mit Oberlicht, rückwärtig Balkon zweigeschossig (Holz). | 09232487   |
|                                         | Wohnhaus | August-Bebel-Straße 3 (Karte)                               | Um 1905                                                                                                   | Einflüsse des Landhausstils, baugeschichtlich relevant. Eingeschossig mit Zierfachwerk-Drempel, Untergeschoss Klinker rot, Bleiglasfenster, Zwerchhaus Zierfachwerk (hohe profilierte Schwelle und abwechslungsreiche Fachwerkformen), Dachaufbauten, saniert. | 09232493   |
| Direkt Bild zu diesem Denkmal hochladen | Wohnhaus eines ehemaligen Häuslerhofes                                                                                            | Bahnhofstraße 6 (Karte)                                     | 18. Jahrhundert                                                                                           | Mit Umgebindekonstruktion und Blockstube, baugeschichtlich von Bedeutung. Umgebinde links 1/2, mit Kopfbändern, Obergeschoss zweiriegeliges Fachwerk mit Streben, steiles Satteldach mit überdimensioniertem Ausbau der 1920er bis 1950er Jahre, untypische Pfannendeckung. | 09306233   |
|                                         | Eisenbahnerwohnhaus | Bahnhofstraße 38 (Karte)                                    | Um 1900                                                                                                   | Putz-Klinker-Fassade, als Bahnbeamtenhaus von baugeschichtlicher und ortshistorische Bedeutung (Bahnstrecke Plauen–Hof). Zweigeschossig mit ausgebautem Dachgeschoss, Sockel, Randschlag und Bosse polygonaler Granit (Naturstein), Fenstergewände in rotem Klinker, Fensterverbretterung, Krüppelwalmdach mit Eternitdeckung. | 09232473 - |
| Direkt Bild zu diesem Denkmal hochladen | Villa und Einfriedung | Ferdinand-Sommer-Straße 8 (Karte)                           | 1914 | Bau- und ortshistorische Bedeutung. Eingeschossig, mit Balkon, Holzveranda. Einfriedung: Pfosten (verputzt) mit Holzzaun. Einfacher Baukörper mit Putzreliefs und bewegter Kubatur, reiche Ausstattung, im Original erhalten (Stuckreliefs). Original: Türen mit Schliffglas, Bleiglasfenster, Treppenhaus, Windfangtür, Gehwegpflasterung. | 09238196   |
| Direkt Bild zu diesem Denkmal hochladen | Villa und Einfriedung | Ferdinand-Sommer-Straße 10 (Karte)                          | 1917 | Bau- und ortsgeschichtliche Bedeutung. Zwei Geschosse, Putzgliederung, hohes Dach mit breiter Gaupe. Einfriedung: Schuppengitter mit gusseisernen Pfosten und Portal aus Eisen. Originalsubstanz: Eingangstür, Bleiglasfenster, alle Fenster, Sandsteinportal. | 09238197   |
| Direkt Bild zu diesem Denkmal hochladen | Villa | Ferdinand-Sommer-Straße 15 (Karte)                          | Um 1905                                                                                                   | Putzfassade mit Fachwerkelementen und Klinkergliederung, bau- und ortsgeschichtliche Bedeutung. Zwei Geschosse, aufwändige Holzkonstruktionen (überdachter Windfang). | 09238198   |
|                                         | Doppelwohnhaus | Ferdinand-Sommer-Straße 17, 19 (Karte)                      | Bezeichnet mit 1904                                                                                       | Bewegte Kubatur, bereits Einfluss des Reformstils, baugeschichtliche Bedeutung. Ein- bis zweigeschossig, zum Teil Drempel, Bleiglas-Treppenhausfenster, rückwärtig Holzanbauten (Balkon, Laube). | 09238191   |
|                                         | Villa und Einfriedung | Ferdinand-Sommer-Straße 21 (Karte)                          | Um 1915                                                                                                   | Bau- und ortsgeschichtliche Bedeutung. Weitgehend originaler Putz, Eingangstür und Treppenhaus erhalten, originale Baudetails (Balkongitter, Einfriedung), Säulenportikus, Bleiglasfenster, schmiedeeiserne Fenstergitter. | 09238193   |
|                                         | Villa | Friedensstraße 1 (Karte)                                    | Um 1910                                                                                                   | Klinkerfassade mit Zierfachwerk, bau- und ortshistorische Bedeutung. Zweigeschossig, gelber Klinkerbau mit roter Klinkergliederung in Form von Bändern, Gesimsen, Fensterverdachung, plastische Sandsteinornamente (Reliefs), Bruchsteinsockel, turmartige Aufbauten, Schieferdach (Satteldach). | 09232480   |
|                                         | Villa | Friedensstraße 3 (Karte)                                    | Um 1915                                                                                                   | Bau- und ortsgeschichtliche Bedeutung. Zweigeschossig, massiv, verputzt, an der Vorderseite mit Risalit und Zwerchgiebel, dreiteiliges Treppenhausfenster erneuert (denkmalgerecht), neu verputzt, Eingangstür original. Ausstattung: Fußbodenfliesen mit Ornament, Treppenhaus, Windfangtür mit Oberlicht, Bleiglasfenster. | 09232479   |
| Weitere Bilder                          | Pechpfanne | Bahnhofstraße (versetzt von Friedensstraße 3 (vor)) (Karte) | 19. Jahrhundert                                                                                           | Heimatgeschichtlich von Bedeutung. 85 × 95 × 36, Granit, 1964 vom alten Forsthaus Pöhl umgesetzt, 1968 restauriert. | 09232927   |
| Weitere Bilder                          | Empfangsgebäude | Friedensstraße 6 (Karte)                                    | 1900 | Klinkerfassade, Denkmal der Orts- und Verkehrsgeschichte. Zwei Geschosse, Granitbasis, roter Klinker, Obergeschoss gelbe Klinker, Mittelrisalit mit Dachaufbau, Flachdach, Bahnstrecke Leipzig–Hof. | 09232478   |
|                                         | Villa | Friedensstraße 14 (Karte)                                   | 1897–1898                                                                                                 | Einflüsse des Landhausstils, bau- und ortsgeschichtliche Bedeutung. Eingeschossig, gelber Klinker, straßenseitig fünfachsig, hölzerner Wintergarten mit Balkon, Satteldach mit hölzernem Schwebegiebel, Sandsteingewände, originale Fenster, traufseitig Zwerchhaus, Vorhäuschen später angebaut, Dachgauben. | 09232481   |
|                                         | Villa mit Einfriedung und Zugangspflasterung                                                                                      | Friedensstraße 18 (Karte)                                   | Anfang 20. Jahrhundert                                                                                    | Bau- und ortsgeschichtliche Bedeutung. Zweigeschossig, mit Zwerchhäusern, giebelseitig Zierfachwerk saniert, teilweise originale Fenster mit geteilten Oberlichtern, originale Ausbauten, zweites Obergeschoss Bleiglasfenster, geschnitzte ornamentierte Eingangsgewände, Dach neu gedeckt mit neuen Dachgaupen. Einfriedung: Putzsockel, schmiedeeisernes Gitter, Gehwegpflasterung. | 09232482   |
|                                         | Villa | Friedensstraße 20 (Karte)                                   | Bezeichnet mit 1904                                                                                       | Im zeittypischen Landhausstil, bau- und ortsgeschichtlich von Bedeutung. Zweigeschossig, Zierfachwerk Obergeschoss, Giebel Bleiglasfenster, Dachreiter mit Wetterfahne, Walmdach saniert, Bleiglasfenster saniert. | 09232483   |
| Direkt Bild zu diesem Denkmal hochladen | Villa | Heinrich-Heine-Straße 3 (Karte)                             | 1920er Jahre                                                                                              | Bau- und ortsgeschichtliche Bedeutung. Zwei Geschosse, Sockel Ziegelmauerwerk, gartenseitiger Runderker. | 09238194   |
|                                         | Villa | Kurze Straße 5 (Karte)                                      | Um 1910                                                                                                   | Im Landhausstil, bau- und ortsgeschichtliche Bedeutung. Zweigeschossig mit ausgebautem Dachgeschoss, Ziegel, verputzt, im Erdgeschoss Vorhäuschen mit Walmdach und Zierfachwerk, im ersten Obergeschoss teilweise Zierfachwerk, an der Vorderfront Dreiseiterker, Zwerchhaus und Dachaufbau. Innenausstattung: Bleiglasfenster, Treppenhaus Flurfliesen mit Ornamenten, Eingangstür mit geschliffenem Glas und Oberlicht, Terrazzoboden. | 09232472   |
| Weitere Bilder                          | Pechpfanne | Kurze Straße 5 (vor) (Karte)                                | 19. Jahrhundert                                                                                           | Heimatgeschichtlich von Bedeutung. 90 × 91 × 36, Granit, 1964 vom alten Forsthaus Pöhl umgesetzt, 1968 restauriert. | 09232926   |
| Direkt Bild zu diesem Denkmal hochladen | Villa | Lindenstraße 1 (Karte)                                      | Um 1910                                                                                                   | Im Landhausstil, bau- und ortsgeschichtliche Bedeutung. Zweigeschossig, massiv verputzt mit bewegter Dachlandschaft, Dacherker und Zwerchhaus mit Zierfachwerk, Fenstergewände teilweise Sandstein, Fenster teilweise original mit geteilten Oberlichtern, Fensterläden, Wintergarten. | 09232474   |
| Direkt Bild zu diesem Denkmal hochladen | Villa | Lindenstraße 3 (Karte)                                      | Um 1903                                                                                                   | Klinkerfassade, bau- und ortsgeschichtliche Bedeutung. Erdgeschoss Polygonalmauerwerk mit Eckquaderung (Randschlag und Bosse in Diabas), rote Klinker mit Gliederung durch Eckquaderung und Fensterbogenverdachung und Konsolen in Sandstein, Fenster im Erdgeschoss original großer hölzerner Wintergarten, Dachterrasse mit schmiedeeisernem Gitter, Dach neu, Schwebegiebel. | 09232475   |
|                                         | Villa | Lindenstraße 4 (Karte)                                      | Bezeichnet mit 1902                                                                                       | Putz-Zierfachwerk-Fassade, bau- und ortsgeschichtliche Bedeutung. Villa, zweigeschossig mit bewegter Dachlandschaft, im Obergeschoss teilweise Zierfachwerk, Vorhäuschen Zierfachwerk, teilweise schmiedeeiserne Fenstergitter, teilweise originale Fenster mit Bleiglas, Sockel massiv in rotem Ziegel. | 09232476   |
|                                         | Villa, Remise und Park | Loreleystraße 2, 4 (Karte)                                  | Um 1900                                                                                                   | Bau- und ortshistorische Bedeutung. - Villa: eingeschossig, mit Drempel (Zierfachwerk), hohes Satteldach, traufseitig Turm mit Pyramidendach, Zierfachwerk, Sandstein-Fenstergewände, Sockel polygonaler Diabas; original: Eingangstür, schmiedeeiserner Treppenlauf, Fenster, schmiedeeiserne Kellerfenstergitter; Klinker gelb/orange, Schieferdeckung - Remise: eingeschossig mit Fachwerkdrempel, französisches Dach, Gaupen - Park mit altem Baumbestand | 09232485   |
| Weitere Bilder                          | Dreifaltigkeitskirche Jocketa-Pöhl (mit Ausstattung) sowie Pfarrhaus und Kriegerdenkmal für die Gefallenen des Ersten Weltkrieges | Neudörfeler Straße 10 (Karte)                               | 1962–1965 (Kirche); Mitte 17. Jahrhundert (Taufe); Ende 18. Jahrhundert (Kruzifix); 1922 (Kriegerdenkmal) | Aufwändiger Neubau aufgrund des Talsperrenbaus, in ortstypischer ländlicher Bauweise, besondere ortshistorische Bedeutung. - Kirche: Bruchsteinsockel, Rundbogenfenster; innen Patronatslogen, Kruzifix aus Adorf, Taufbecken - Pfarrhaus: eingeschossig mit Satteldach (Hechtgaupe) - Kriegerdenkmal: Holzkreuz und Steinplatten mit Inschrift, bei Neudörfeler Straße Nummer 10, am Chor | 09238199   |
| Direkt Bild zu diesem Denkmal hochladen | Villa im Reformstil | Pestalozzistraße 6 (Karte)                                  | Um 1908                                                                                                   | Bau- und ortshistorische Bedeutung. Kassettierung im Dachüberstand, alte Fenster erhalten. | 09238187   |
| Direkt Bild zu diesem Denkmal hochladen | Villa | Pestalozzistraße 7 (Karte)                                  | Um 1905                                                                                                   | Putz-Fachwerk-Fassade, bau- und ortshistorische Bedeutung. Ziegelsockel, Fenstergewände (unter anderem Thermenfenster) Sandstein, im Erdgeschoss noch originale Fenster mit kleinteiliger Sprossung erhalten, Giebelbereich Zierfachwerk. | 09238186   |
| Direkt Bild zu diesem Denkmal hochladen | Villa und Einfriedung | Pestalozzistraße 10 (Karte)                                 | Um 1905                                                                                                   | Orts- und bauhistorische Bedeutung. Fenstergewände Kunststein, zwei hölzerne Wintergärten, Säulenportikus Kunststein, Einfriedung Drahtgeflecht (Schuppenmotiv) und gusseiserne Stützen. | 09238188   |
| Direkt Bild zu diesem Denkmal hochladen | Villa | Pestalozzistraße 14 (Karte)                                 | Um 1905                                                                                                   | Putzfassade, Zierfachwerk, orts- und bauhistorische Bedeutung. Ein- bis zweigeschossig, Drempel mit Zierfachwerk, Giebel mit Erker, seitlicher Turm (Wintergarten), Fenstergewände skulpierter Sandstein, Sohlbänke mit glasierten Ziegeln. | 09238190   |
| Direkt Bild zu diesem Denkmal hochladen | Villa | Pestalozzistraße 16 (Karte)                                 | Um 1907                                                                                                   | Putz-Fachwerk-Fassade, bau- und ortshistorische Bedeutung. Ziegelsockel, zwei Geschosse, flacher Dreiseiterker, entstellende Fassade durch Glattputz ohne Gliederung, Dach mit liegenden Fenster, Zierfachwerk im Giebel, Wintergarten. | 09238189   |
|                                         | Stele zum Gedenken an das Dorf Pöhl (Überflutung 1961)                                                                            | Pöhler Straße 26 (bei) (Karte)                              | Bezeichnet mit 1962                                                                                       | Ortsgeschichtlich von Bedeutung | 09302853   |
|                                         | Fabrikantenvilla | Siedlungsweg 1 (Karte)                                      | 1905 | Putz-Fachwerk-Fassade, bau- und ortshistorische Bedeutung. Zwei Geschosse und Dachausbau, Obergeschoss Zierfachwerk und hölzerner Wintergarten, Sockelgeschoss Sandsteingewände, Eckquaderung. Innen: Treppenhaus mit Eisengeländer, Windfangtür mit Oberlicht, Eingangstür mit Oberlicht. | 09238185   |
|                                         | Villa mit Einfriedung und Garten                                                                                                  | Straße der Völkerfreundschaft 6 (Karte)                     | Um 1905                                                                                                   | Bau- und ortsgeschichtliche Bedeutung. - Villa: zweigeschossig mit hohem Walmdach, verschiedene Anbauten, Ostseite Zwerchhaus mit Zierfachwerk und originalen Fenstern, Westseite Obergeschoss Zierfachwerk, Südseite Zwerchgiebel mit hölzernen Balkonen und originalen Fenstern, verputzt, Sockel, Klinker rot, Fachwerk, Kellerfenstergitter, Garagenanbau Südseite neu - Einfriedung: Klinker rot, Sockel Quadermauerwerk, Abdeckung mit glasierten Formsteinen | 09232489   |
|                                         | Villa | Straße der Völkerfreundschaft 7 (Karte)                     | Um 1905                                                                                                   | Putzfassade mit Zierfachwerk, bau- und ortsgeschichtliche Bedeutung. Zweigeschossig, verputzt, bewegte Dachlandschaft, Biberschwanzdeckung, hölzerner Windfang, Stufengiebel mit Vorhangbogenfenster, Sandstein(?)-Gewände übermalt, Nordseite Zwerchhausgiebel mit Zierfachwerk, Sockel Sandstein. | 09232488   |
|                                         | Villa mit Resten der Einfriedung                                                                                                  | Straße der Völkerfreundschaft 8 (Karte)                     | Um 1905                                                                                                   | Klinkergebäude mit Zierfachwerk, bau- und ortsgeschichtliche Bedeutung. - Villa: zweigeschossig, Klinker rot, bewegte Dachlandschaft (neu gedeckt), Anbauten im Obergeschoss in Zierfachwerk, Sockel polygonal, Diabas, Eckbossen (Randschlag & Bosse), saniert, Fenster neu (mit Sprossung), Südseite Wintergarten mit Zierfachwerk, Erker in Sandstein, Turmaufbau mit Zwiebelhaube - Einfriedung: Sandsteinsockel, genutet | 09232494   |
| Direkt Bild zu diesem Denkmal hochladen | Villa und Einfriedung | Thälmannstraße 3 (Karte)                                    | Um 1900                                                                                                   | Klinkerfassade, baugeschichtliche Bedeutung. Zwei Geschosse, seitlicher Volutengiebel, Sandstein-Fenstergewände und -verdachungen, Regendach, rückwärtige Terrasse. Original: Fenster und Eingangstür, zweigeschossige Holzveranda, Einfriedung (Sandsteinpfosten mit Abdeckplatte), schuppenartiger Zaun mit gusseisernen Pfosten. Irrtümlich als Ernst-Thälmann-Straße 3 in der offiziellen Denkmalliste. | 09238195   |
| Direkt Bild zu diesem Denkmal hochladen | Villa | Waldstraße 1 (Karte)                                        | Um 1905                                                                                                   | Putz-Fachwerk-Fassade, bau- und ortsgeschichtliche Bedeutung. Zweigeschossig, verputzt, Zierfachwerk im Drempel, Zwerchhaus, weiter Dachüberstand, Vorbau (Wintergarten?), Sockel Klinker, Sandstein-Fenstergewände (zum Teil Sächsische Vorhangbögen). Erhalten: mehrteilige klappbare Fensterläden, hölzerne Verdachungen am Eingang. | 09232497   |
| Direkt Bild zu diesem Denkmal hochladen | Villa | Waldstraße 4 (Karte)                                        | Um 1905                                                                                                   | Putzfassade, bau- und ortsgeschichtliche Bedeutung. Eingeschossig mit Drempel, verputzt, bewegte Dachlandschaft, Untergeschoss und Erdgeschoss mit Wintergarten, teilweise Sandsteingewände, alte Fenster, Zwerchhäuser mit Hängegiebel, Sockel polygonaler Diabas | 09232496   |
| Direkt Bild zu diesem Denkmal hochladen | Wohnhaus | Waldstraße 6 (Karte)                                        | 1920er Jahre                                                                                              | Holz-Wohnhaus, vermutlich der Firma Christoph & Unmack, baugeschichtliche Bedeutung | 09302781   |

## Liebau
| Bild                                    | Bezeichnung                                                  | Lage                      | Datierung       | Beschreibung | ID       |
| --------------------------------------- | ------------------------------------------------------------ | ------------------------- | --------------- | --- | -------- |
| Direkt Bild zu diesem Denkmal hochladen | Kriegerdenkmal für die Gefallenen des Ersten Weltkrieges     | (Flurstück 229) (Karte)   | 1921            | Ortsgeschichtlich von Bedeutung. Verändert, Steinblock, Granit. | 09238205 |
| Weitere Bilder                          | Schlossruine                                                 | (Flurstück 238/1) (Karte) | 1327            | Landesherrliche Feste der Vögte von Plauen, Reste einer Höhenburg und Schlossanlage, ortsgeschichtlich von Bedeutung. 1327 erwähnt, 1640 zerstört, schlossartiger Ausbau nach 1644, vermutlich Palasgebäude und Turm.                                                                                            | 09238206 |
|                                         | Herrenhaus und angebautes Wirtschaftsgebäude des Rittergutes | Liebau 14, 14a (Karte)    | 19. Jahrhundert | Geschlossen erhaltenes Ensemble von bau- und ortshistorischer Bedeutung. Rest der Stallanlagen, zwei Geschosse, Putzfassade, Mansarddach, Ställe gewölbt, Granitgewände, Herrenhaus mit Eckerker, Zwerchhaus, markante Putzgliederung.                                                                           | 09238202 |
| Direkt Bild zu diesem Denkmal hochladen | Gasthof, ehemaliges Wohnstallhaus                            | Liebau 20 (Karte)         | 1789            | Baugeschichtlich von Wert. Zweigeschossig, Erdgeschoss massiv unterfahren und verändert mit traufseitigem massiven Anbau, Fachwerk-Obergeschoss original erhalten, zweiriegelig und engstielig, Schwelle im Obergeschoss mit Schiffchenkehlung sowie Eckstreben, alle Holzverbindungen gezapft, Krüppelwalmdach. | 09238203 |

## Möschwitz
| Bild           | Bezeichnung                                              | Lage             | Datierung | Beschreibung                                             | ID       |
| -------------- | -------------------------------------------------------- | ---------------- | --------- | -------------------------------------------------------- | -------- |
| Weitere Bilder | Kriegerdenkmal für die Gefallenen des Ersten Weltkrieges | Dorfring (Karte) | 1923      | Ortsgeschichtlich von Bedeutung, Bruchstein, Eisenplatte | 09238498 |

## Neudörfel
| Bild | Bezeichnung                                              | Lage                    | Datierung            | Beschreibung | ID       |
| ---- | -------------------------------------------------------- | ----------------------- | -------------------- | --- | -------- |
|      | Kriegerdenkmal für die Gefallenen des Ersten Weltkrieges | (Flurstück 1/5) (Karte) | 1923                 | Ortsgeschichtlich von Bedeutung | 09238504 |
|      | Gasthaus                                                 | Neudörfel 1 (Karte)     | Um 1880              | Bau mit Klinkerfassade, von ortsgeschichtlicher Bedeutung. Eingeschossig, vorderer Teil Rundbogenfenster, hellrote Klinkerfassade mit dunkel glasierter Gliederung, Zwerchhaus, Satteldach mit altdeutscher Schieferdeckung. | 09238505 |
|      | Wohnstallhaus und drei Seitengebäude eines Bauernhofes   | Neudörfel 11 (Karte)    | Ende 18. Jahrhundert | Markantes, strukturprägendes Ensemble in vogtlandtypischer Gestalt, baugeschichtliche und städtebauliche Bedeutung. - Wohnstallhaus: Erdgeschoss Lehmstock, teils veränderte Fassade, Obergeschoss Fachwerk, Satteldach mit altdeutscher Schieferdeckung - Scheune: Erdgeschoss massiv, Obergeschoss Fachwerk, Satteldach                                                                   | 09238503 |
|      | Wohnstallhaus und drei Seitengebäude eines Vierseithofes | Neudörfel 12 (Karte)    | Bezeichnet mit 1795  | Strukturprägendes Ensemble in vogtlandtypischer Bauform, baugeschichtliche und städtebauliche Bedeutung. - Wohnstallhaus: Erdgeschoss massiv, Obergeschoss verbrettert, stark verändert - Pferdestall: Erdgeschoss massiv, Obergeschoss Fachwerk, Krüppelwalmdach mit Ziegeldeckung - Kuhstall: Erdgeschoss massiv, Obergeschoss Fachwerk, Krüppelwalmdach mit altdeutscher Schieferdeckung | 09238502 |

## Rentzschmühle
| Bild                                    | Bezeichnung                                                   | Lage                     | Datierung | Beschreibung | ID       |
| --------------------------------------- | ------------------------------------------------------------- | ------------------------ | --- | --- | -------- |
| Direkt Bild zu diesem Denkmal hochladen | Wohnhaus                                                      | Rentzschmühle 6 (Karte)  | Um 1900 | Putz-Klinker-Fassade, unter anderem baugeschichtliche Bedeutung. Eingeschossig mit Untergeschoss, Sockel verputzt, Eckquaderung, Treppenaufgang mit Granitstufen und Eisengitter, Fenstergewände aus Klinker, hölzerner Windfang mit originalem Farbglas, weiter Dachüberstand, altdeutsche Schieferdeckung. | 09238209 |
|                                         | Wohnhaus (Umgebinde)                                          | Rentzschmühle 9 (Karte)  | 18. Jahrhundert | Baugeschichtliche Bedeutung, exemplarischer Wert. Eingeschossig, Satteldach, Sockel Bruchstein, Blockbau und Umgebinde, hoher Drempel, Balkendecke, Giebel Sichtfachwerk. | 09238208 |
| Direkt Bild zu diesem Denkmal hochladen | Mahl-, Getreide- und Ölmühle mit Nebengebäude (Rentzschmühle) | Rentzschmühle 11 (Karte) | 1840 (nach Brand wiedererricht); Mitte 19. Jahrhundert (Nebengebäude); bezeichnet mit 1867 (Umbau und Einbau Ölmühle); 1896 (Einbau Getreidemühle) | Geschlossen erhaltenes Ensemble mit unveränderter Originalsubstanz und Ausstattung (Mühlgraben, Wasserrad), Denkmal der Technikgeschichte und Ortsgeschichte. - Mühle: zwei Geschosse, Drempel, Walmdach mit Schieferdeckung, Putzfassade (Bruchstein, Ziegel), Putzgliederung (Eckquaderung), Mittelrisalit mit Bezeichnung „J.G.B. 1867“ - Nebengebäude mit Gewölben: eingeschossig, Fachwerk, Ziegelbau, Satteldach | 09238207 |
|                                         | Ehemaliges Hotel und Stützmauer zur Bahnlinie                 | Rentzschmühle 14 (Karte) | Um 1880 | Zum Teil in Fachwerkbauweise, an der Bahnstrecke Gera Süd–Weischlitz, mit großer Substruktionsmauer und altem Aufgang, von ortsgeschichtlicher Bedeutung. Zweigeschossig, Erdgeschoss massiv, Obergeschoss Fachwerk, Fenster im Erdgeschoss, zum Teil mit alter Putzgliederung, Drempel und mehrere Giebel, verputzte Eckquaderung, Mittelrisalit, ehemals mit Balkonen, flach geneigtes Satteldach (weit vorkragend) mit altdeutscher Schieferdeckung, verwinkelte und holzverkleidete Anbauten mit Pavillon. Aufgang: Granitstufen und Eisengeländer. Reste von Gartengestaltung. | 09232420 |

### Ehemaliges Denkmal (Rentzschmühle)
| Bild           | Bezeichnung | Lage                     | Datierung | Beschreibung | ID       |
| -------------- | ----------- | ------------------------ | --------- | --- | -------- |
| Weitere Bilder | Bahnhof     | Rentzschmühle 13 (Karte) | Um 1880   | Verkehrstechnisches Denkmal. - Empfangsgebäude: zweigeschossig, Putzbau mit Natursteinsockel, Drempel, Fensterrahmungen Naturstein, ehemals Putzgliederung, flachgeneigtes Satteldach - Wartehalle (altes Stellwerk): holzverkleidet, mit Giebel, Originalfenster - Nebengebäude: Fachwerkbau mit Pultdach, zum Teil massiv, zum Teil holzverkleidet, Treppenaufgang, Toröffnungen, flachgeneigtes Satteldach 2019 abgerissen. | 09232421 |

## Ruppertsgrün
| Bild                                    | Bezeichnung                                                                    | Lage                          | Datierung                                                          | Beschreibung | ID       |
| --------------------------------------- | ------------------------------------------------------------------------------ | ----------------------------- | ------------------------------------------------------------------ | --- | -------- |
| Direkt Bild zu diesem Denkmal hochladen | Straßenbrücke über die Bahnstrecke Zwickau–Plauen                              | Altjocketaer Straße (Karte)   | Bezeichnet mit 1904                                                | Verkehrshistorische Bedeutung. Rundbogenbrücke gemauert (Schiefer) unverputzt mit kleineren Stützbögen an den Seiten, Schlussstein mit Bezeichnung. | 09232430 |
| Direkt Bild zu diesem Denkmal hochladen | Wohnhaus eines ehemaligen Dreiseithofes, auf dem Grundstück alter Schlussstein | Altjocketaer Straße 7 (Karte) | bezeichnet mit 1773 (Schlussstein); bezeichnet mit 1789 (Wohnhaus) | Schlussstein ein ehemaliger Torstein bezeichnet 1773, Wohnhaus Obergeschoss Fachwerk, baugeschichtliche und heimatgeschichtliche Bedeutung. - Wohnhaus: Erdgeschoss massiv, Granitgewände, Obergeschoss Fachwerk, Sattel- bzw. Krüppelwalmdach mit Schieferplatten-Ziergiebel - Torstein (Sandstein) bezeichnet mit „1773“ | 09232429 |
| Direkt Bild zu diesem Denkmal hochladen | Wohnstallhaus und zwei Scheunen eines Dreiseithofes                            | Altjocketaer Straße 8 (Karte) | 18. Jahrhundert                                                    | Fachwerkbauten, unter anderem baugeschichtliche Bedeutung. - Wohnstallhaus: Erdgeschoss massiv, Naturstein verputzt, mit Stall, Gewölbe mit Gurtbögen, zum Teil durch Stahlträger ersetzt, Portale mit Granitgewände, Obergeschoss Fachwerk mit Ziegelmauerwerk ausgefacht, Eingang zum Wohnteil Granitstufen, L-förmiger Grundriss, Satteldach - Scheune I: Fachwerk mit Ziegel ausgefacht, Satteldach mit Gaupen, Aufzug - Scheune II: Erdgeschoss massiv, Fachwerk mit Ziegelmauerwerk ausgefacht, zwei große Scheunentore | 09232428 |
| Weitere Bilder                          | Kirche                                                                         | Markt (Karte)                 | Bezeichnet mit 1708                                                | Baugeschichtliche und ortsgeschichtliche Bedeutung. Wertvolle Ausstattung: Patronatsloge, Orgelempore, Altar und Kanzel. | 09232427 |
| Direkt Bild zu diesem Denkmal hochladen | Wohnstallhaus und Scheune sowie Torbogen eines Bauernhofes                     | Markt 3 (Karte)               | 1. Hälfte 19. Jahrhundert                                          | Wohnstallhaus Obergeschoss Fachwerk, Fachwerkscheune, baugeschichtliche und volkskundliche Bedeutung | 09302783 |
| Direkt Bild zu diesem Denkmal hochladen | Friedhofsmauer sowie Gedenkstein für Opfer des Faschismus auf dem Friedhof     | Ziegelhüttenstraße (Karte)    | Um 1970                                                            | Ortsgeschichtlich von Bedeutung. Gedächtnisstein aus Granit mit Inschrift „Hier ruhen neun unbekannte Opfer des Faschismus. Sie wurden am 27.1.1945 bei Ruppertsgrün aus einem Transportzug geworfen und tot aufgefunden“. | 09232426 |

## Trieb
| Bild                                    | Bezeichnung                                                                                          | Lage                | Datierung | Beschreibung | ID       |
| --------------------------------------- | --- | ------------------- | --- | --- | -------- |
|                                         | Wohnhaus mit anschließendem Seitengebäude eines Dreiseithofes                                        | Trieb 4b (Karte)    | Um 1900 | Fachwerk, Heimatstil, baugeschichtliche Bedeutung. Zweigeschossig, Erdgeschoss massiv, Obergeschoss Fachwerk, Satteldach mit Dachaufbauten, originale Tür, bemalte Fensterläden, Giebel mit reicher Fachwerkzier (geschweifte Andreaskreuze, Diamantschliffbalkenköpfe), Giebel zum Teil verbrettert, verandaartiger Vorbau vor der Eingangstür zum Garten. | 09232416 |
| Direkt Bild zu diesem Denkmal hochladen | Wohnstallhaus, Scheune, Seitengebäude (mit Oberlaube) und Pflasterung eines ehemaligen Vierseithofes | Trieb 5, 5a (Karte) | Um 1670 laut Auskunft (Wohnstallhaus); bezeichnet mit 1718 (Wohnstallhaus); 1. Hälfte 19. Jahrhundert (Seitengebäude); um 1900 (Scheune) | Wohnstallhaus Obergeschoss Fachwerk, Fachwerk-Scheune, baugeschichtliche Bedeutung. - Wohnstallhaus: Erdgeschoss massiv, Obergeschoss Fachwerk, Satteldach mit Gaupen, Giebel verbrettert und verschiefert, Tür- und Fenstergewände aus Granit, zum Teil originale Fenster - Scheune I: mit Hocheinfahrt, Bruchsteinsockel, Fachwerkwände zum Teil verbrettert und verschiefert - Scheune II/Stallscheune: mit Laubengang und Schleppdach, Erdgeschoss massiv (Bruchstein und Ziegelstein) - Stallruine: Erdgeschoss massiv (Bruchstein), Obergeschoss Fachwerk zum Teil verbrettert und verschiefert, Satteldach, Hofpflaster | 09232417 |
|                                         | Wohnhaus (Umgebinde) eines Dreiseithofes                                                             | Trieb 6 (Karte)     | Um 1800 | Baugeschichtliche Bedeutung, exemplarischer Wert. Zweigeschossig, Satteldach, Erdgeschoss massiv und Umgebinde (mit ehem. Bohlenausfachung), Obergeschoss Fachwerk, Giebel zum Teil verbrettert (ein Giebel mit Toreinfahrt), Fenster erneuert. | 09232418 |
|                                         | Wohnstallhaus eines Vierseithofes mit Hoftor                                                         | Trieb 10 (Karte)    | Um 1800 | Baugeschichtliche Bedeutung, bildprägend. - Wohnstallhaus: zweigeschossig, Erdgeschoss massiv, Tür und Fenster mit Granitgewände, Obergeschoss auf Konsole auskragend, Fachwerk verbrettert, Anbau mit Giebel, Giebel verschiefert, Satteldach mit Gaupen - Hoftor: mit Verdachung | 09232419 |

## Tabellenlegende
- Bild: Bild des Kulturdenkmals, ggf. zusätzlich mit einem Link zu weiteren Fotos des Kulturdenkmals im Medienarchiv Wikimedia Commons. Wenn man auf das Kamerasymbol klickt, können Fotos zu Kulturdenkmalen aus dieser Liste hochgeladen werden:
- Bezeichnung: Denkmalgeschützte Objekte und ggf. Bauwerksname des Kulturdenkmals
- Lage: Straßenname und Hausnummer oder Flurstücknummer des Kulturdenkmals. Die Grundsortierung der Liste erfolgt nach dieser Adresse. Der Link (Karte) führt zu verschiedenen Kartendiensten mit der Position des Kulturdenkmals. Fehlt dieser Link, wurden die Koordinaten noch nicht eingetragen. Sind diese bekannt, können sie über ein Tool mit einer Kartenansicht einfach nachgetragen werden. In dieser Kartenansicht sind Kulturdenkmale ohne Koordinaten mit einem roten bzw. orangen Marker dargestellt und können durch Verschieben auf die richtige Position in der Karte mit Koordinaten versehen werden. Kulturdenkmale ohne Bild sind an einem blauen bzw. roten Marker erkennbar.
- Datierung: Baubeginn, Fertigstellung, Datum der Erstnennung oder grobe zeitliche Einordnung entsprechend des Eintrags in der sächsischen Denkmaldatenbank
- Beschreibung: Kurzcharakteristik des Kulturdenkmals entsprechend des Eintrags in der sächsischen Denkmaldatenbank, ggf. ergänzt durch die dort nur selten veröffentlichten Erfassungstexte oder zusätzliche Informationen
- ID: Vom Landesamt für Denkmalpflege Sachsen vergebene, das Kulturdenkmal eindeutig identifizierende Objekt-Nummer. Der Link führt zum PDF-Denkmaldokument des Landesamtes für Denkmalpflege Sachsen. Bei ehemaligen Kulturdenkmalen können die Objektnummern unbekannt sein und deshalb fehlen bzw. die Links von aus der Datenbank entfernten Objektnummern ins Leere führen. Ein ggf. vorhandenes Icon  führt zu den Angaben des Kulturdenkmals bei Wikidata.

## Ausführliche Denkmaltexte
1. ↑  Beschreibung des Gartendenkmals Friedhof Jocketa (Nora Kindermann, 21. Dezember 2011):
  - Erschließung: zwei Zugänge, Hauptzugang von Osten mit zweiflügeligem Metallgitter, zweiter Zugang von Norden ebenfalls mit zweiflügeligem Metallgitter
  - Wegesystem: geschwungenes Wegesystem aus wassergebundener Decke, zum Teil mit Kanteneinfassung aus Theumaer Schiefer, Plattenwege und Stufen aus Theumaer Schiefer, an der Kapelle Betonpflaster (nicht historisch)
  - Wasserelemente: drei runde Wasserschöpfbecken aus Theumaer Schiefer, Vogeltränke aus Beton
  - Vegetation:
    - Einzelbäume: in der Friedhofsfläche lockerer Altbaumbestand bestehend aus Rosskastanie (Aesculus hippocastanum), Birke (Betula pendula), Linde (Tilia spec.), Robinie (Robinia pseudoacacia), Douglasie (Pseudotsugamenziesii), Coloradotanne (Abies concolor), Fichte (Picea abies), hier beherrscht der Wechsel aus lichten Laubgehölzen und immergrünen Nadelgehölzen das Gartenbild, zum Rand nach Westen und Süden dichtere Abpflanzung aus Laubbäumen, v. a. Esche (Fraxinus excelsior), Bergahorn (Acer pseudoplatanus), Rosskastanie
    - Hecken und Sträucher: hervorzuheben sind vor allem die Pflanzungen von verschiedenen Spiersträuchern in den Grabfeldern (Spirea japonica und Spiraea bumalda), darüber hinaus gemischte Bestände aus u. a. Berberitze (Berberis spec.), Hartriegel (Cornus sanguinea), Goldglöckchen (Forsythia intermedia), Wildrosen (Rosa spec.), Weigelien (Weigela spec.), Bauernjasmin (Philadelphus spec.)

  - Sonstige Schutzgüter:
    - Bodenrelief: leichtes Gefälle von Südosten nach Nordwesten

Denkmalwert: Ortsgeschichtlich, gartenhistorisch, großer wissenschaftlicher Wert für die Erforschung der Friedhofsanlagen der 1950er/60er Jahre.